# 가시와촌 (야마나시현)
가시와촌(柏村)은 일본 야마나시현 히가시야쓰시로군에 설치되었던 촌이다. 현재의 고후시의 일부에 해당한다.